# Uiterlijk
Het uiterlijk is de buitenkant van een mens, dier, plant of object.
Het uiterlijk is waar de vorm en het voorkomen aan worden afgemeten.

## Betekenissen
- (het uiterlijk) uiterlijke verschijningsvorm heeft betrekking op het aanzicht, aanzien en gezicht van een persoon.

- (uiterlijk, als bijvoeglijk naamwoord) zich aan de buitenzijde vertonend of daarop betrekking hebbend, in tegenstelling tot innerlijk.

- (uiterlijk, als bijwoord) op zijn laatst, niet later dan.

## Bron
Van Dale woordenboek.